# Gefecht bei Wollerau (1798)
Lengnau · Grenchen · Ruhsel · Büren · Col de la Croix · St. Niklaus · Fraubrunnen · Neuenegg · Grauholz · Hägglingen · Wollerau · Stucketen-Chäppeli · Schindellegi · Rothenthurm · Morgarten · Pfyn I · Nidwalden · Pfyn II

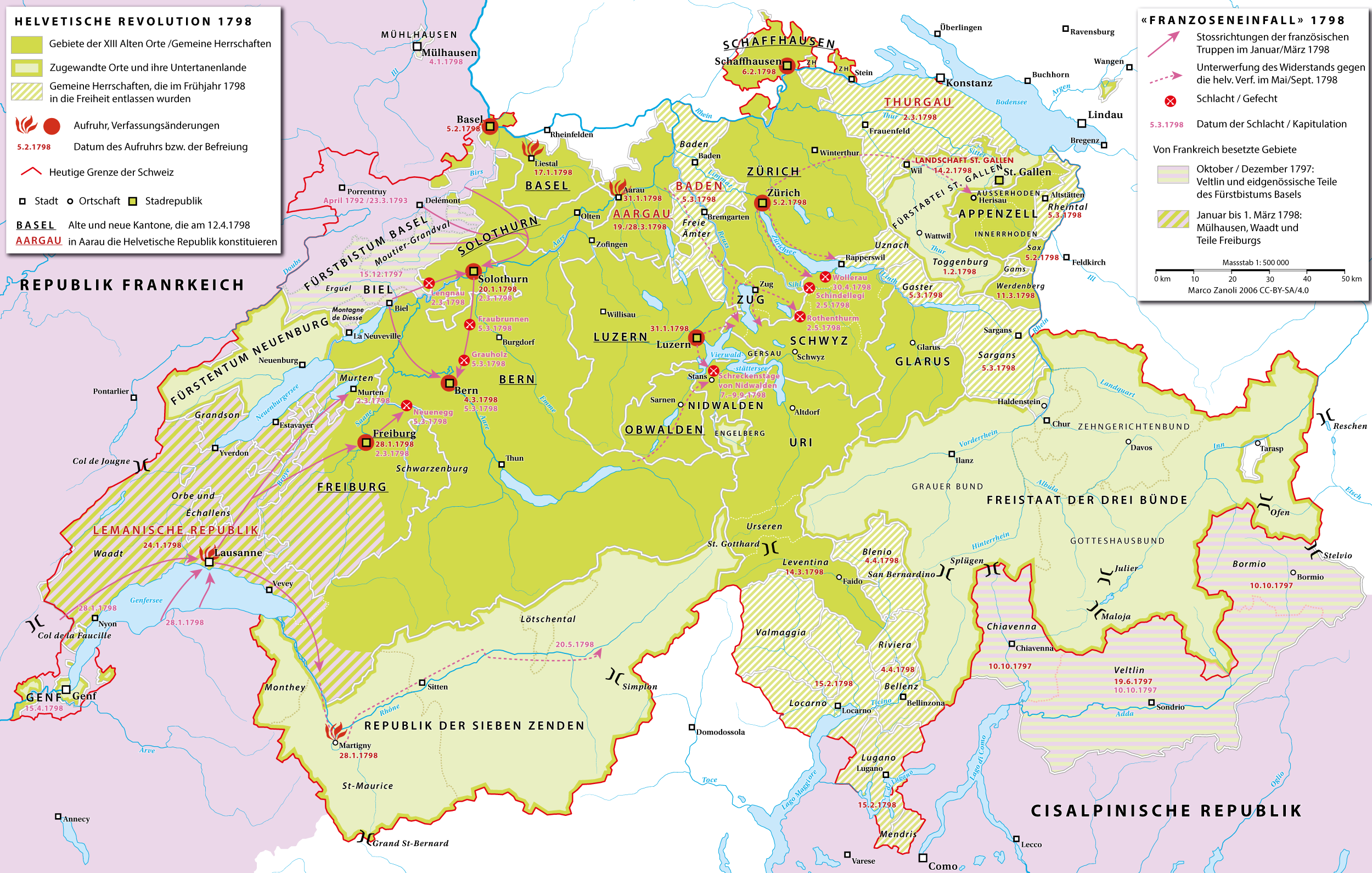

Das Gefecht bei Wollerau oder Gefecht bei Richterswil fand am 30. April 1798 (11. Floréal Jahr VI) in und um Wollerau, Bäch und Richterswil statt. Beteiligt waren auf der verlierenden Seite Landleute von Glarus, den Höfen, der March, Einsiedeln, dem Gaster und Sargans, auf der siegreichen Franzosen und Zürcher. Die Französische Republik intervenierte auf Ersuchen der am 12. April gegründeten Helvetischen Republik, deren Anhänger («Patrioten») in den Zürcher Seegemeinden eine ihrer Hochburgen hatten.

## Vorgeschichte
Schwyz hatte sich wegen des Söldnerhandels schon mit dem Königreich Frankreich überworfen. Auch die anderen Kantone, für welche dieser Handel eine wichtige Rolle spielte, waren empört darüber, dass die Französische Republik nach dem Tuileriensturm die Schweizer Regimenter entliess.
1798 führte die Helvetische Revolution zum Untergang der Alten Eidgenossenschaft, in der einzelne Bevölkerungsgruppen erbliche Vorrechte genossen hatten. Schwyz erklärte seine Untertanengebiete, worunter die Höfe Wollerau und Pfäffikon, für frei. Die vom Patriziat ihrer Hauptstadt beherrschte Republik Bern, die den Abfall von Aargau und Waadt nicht hatte hinnehmen wollen, kapitulierte beim Einmarsch französischer Truppen wie zuvor die aristokratischen Kantone Freiburg und Solothurn. In Zürich zogen 14'000 «Landschäftler» mit 40 Kanonen vor die Stadt, worauf man dort am 13. März den Freiheitsbaum aufrichtete. Am 12. April wurde in Aarau die Eine und Unteilbare Helvetische Republik ausgerufen, welche ihren Bürgern Freiheit und Gleichheit versprach.
Unter Anführung von Schwyz widersetzten sich Uri, Nidwalden, Glarus und Zug dem Verlust ihrer einzelstaatlichen Souveränität. Eine Rolle spielte dabei, dass in diesen (nach damaligen Begriffen) demokratischen Kantonen ein grosser Teil der männlichen Bevölkerung an den Landsgemeinden teilnehmen konnte. Dass der neue Einheitsstaat trotz Beibehaltung des bisherigen Staatskirchentums die Glaubensfreiheit einführte, nahmen Anhänger des Ancien Régime zum Vorwand, den Untergang der Religion an die Wand zu malen. Obwohl die erwähnten Kantone zusammen nicht mehr als 10'000 Mann aufbieten konnten, schritten sie unter Führung des Schwyzer Landeshauptmanns Alois von Reding zur Offensive. Sie besetzten Obwalden und – für wenige Stunden – die Stadt Luzern, weil diese die Helvetische Verfassung angenommen hatten, dazu Teile des Berner Oberlands und des Freiamts. Zur angestrebten Eroberung von Aarau, Bern und Zürich reichten die Kräfte aber nicht aus.
Den rechten Flügel der Aufständischen befehligte ein erklärter Gegner des Kriegsplans, der Glarner Oberst Fridolin Paravicini. Während Uznacher und Gästler am 28. April das helvetisch gesinnte Rapperswil besetzten und tags darauf von einem Pikett (400 Mann) Glarner zur Ordnung gewiesen werden mussten, beschränkte sich Paravicini darauf, die Schwyzer Grenze am Zürichsee zu sichern. Dafür standen ihm zwei oder drei Pikette bzw. Bataillone Glarner zur Verfügung. Zu diesen stiessen einige Hundert Höfner, wenige Märchler, 400 Einsiedler und am Schluss des Gefechts noch Gästler und Sarganser. Ein Bataillon Schwyzer deckte die Höhen gegen Hütten (Kanton Zürich).
Das Vollziehungsdirektorium der Helvetischen Republik rief den im Land verbliebenen französischen General Schauenburg zu Hilfe, dessen Division aus dem Elsass auf 20'000 Mann verstärkt wurde. Er erhielt den Auftrag, das Kloster Einsiedeln zu besetzen, weil dieses wie jenes von St. Gallen antirevolutionäre Propaganda verbreitete. Am 26. April traf die 4500 Mann starke Brigade von General Nouvion in Zürich ein, wohin Schauenburg kurz darauf sein Hauptquartier verlegte. Am 29. April schob Nouvion zu Aufklärungszwecken 1307 Mann nach Horgen und 686 Mann nach Meilen vor. Die Brigade von General Jordy besetzte kampflos Zug und nahm über den Albis und Sihlbrugg Kontakt mit Nouvion auf. Am 30. April fand sie Luzern von den Revolutionsgegnern verlassen vor. Diese zogen sich nach Schusswechseln mit Franzosen und Zürchern auch aus Rapperswil zurück.

## Verlauf (17 Versionen)

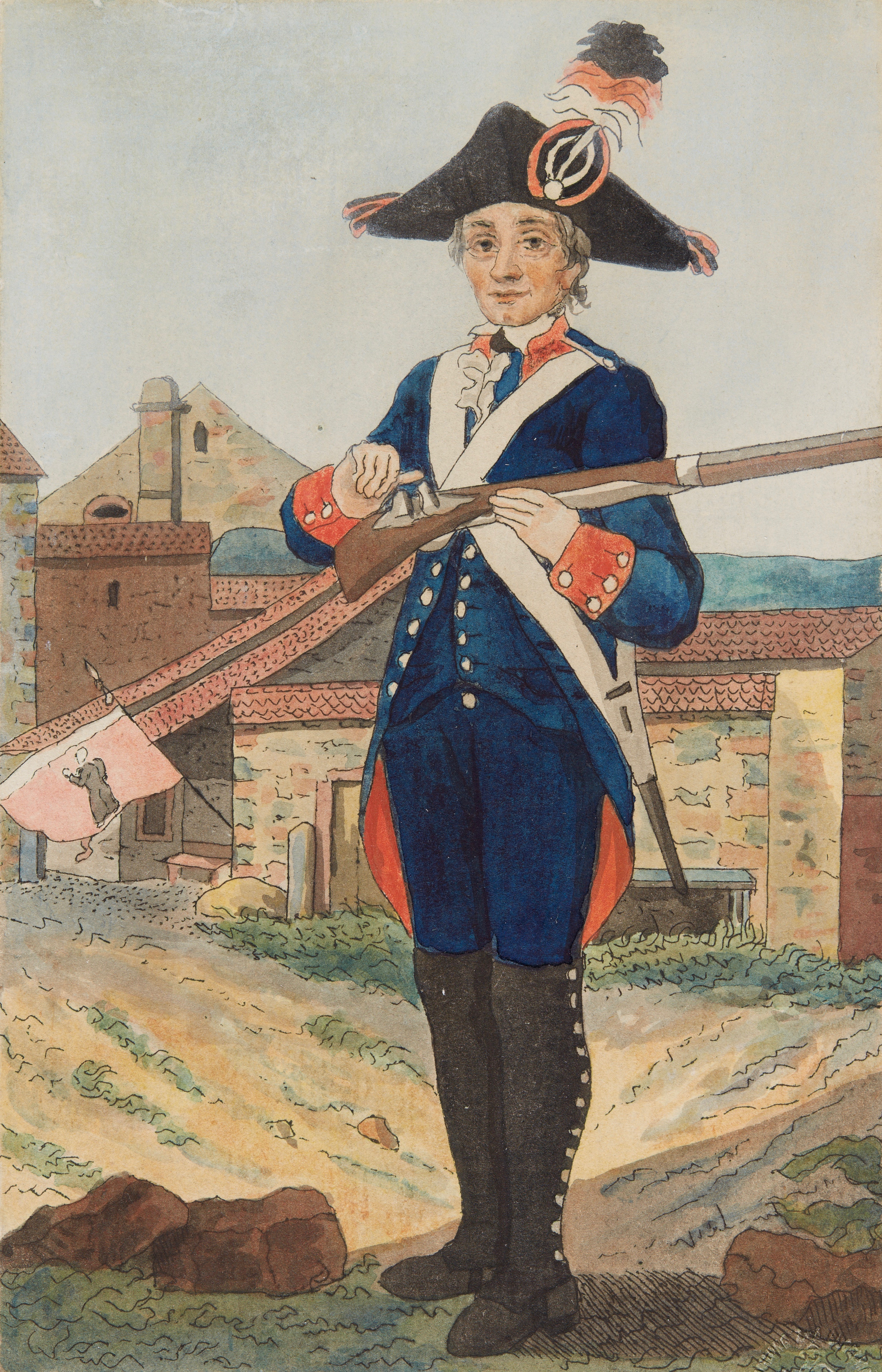
Lukas und Peter Vischer: Glarner Soldat (1792)

Die nachstehend zitierten Berichte, deren unterschiedliche Ausführlichkeit nicht unbedingt den Grad ihrer Zuverlässigkeit widerspiegelt, sind nach dem Zeitpunkt der Entstehung bzw. Veröffentlichung geordnet. Wie bei militärischen Auseinandersetzungen üblich, übertrieben beide Kriegsparteien die Stärke des Gegners und dessen Verluste. Deshalb wurde ein Teil der entsprechenden Angaben weggelassen.
Nach Regierungsstatthalter Pfenninger
Der Regierungsstatthalter des Kantons Zürich, Johann Kaspar Pfenninger, berichtete dem Vollziehungsdirektorium in Aarau: «Das Gefecht bei Richtenschweil dauerte einige Stunden. Der Sieg blieb lange unentschieden; die Franken mußten bis an und ins Dorf weichen, wo ein harter Kampf viel Blut kostete. Endlich siegten […] die Franken, und die verirrten Brüder mußten weichen […].»
Nach Chirurg Bachmann
Gemäss seinem eigenen Bericht versorgte der Richterswiler Chirurg Christoph Bachmann, welcher vom Landvogt von Wädenswil als «Feuerkopf» bezeichnet worden war und später Gemeindepräsident wurde, die verwundeten Revolutionsgegner und liess die toten beerdigen. Erstere stammten laut Bachmann meist aus dem Oberland (Bezeichnung für die Grafschaft Sargans), dem Gaster und der March. Sie hätten sich trotz ihrer Hilflosigkeit gesträubt, etwas anzunehmen. Offenbar war ihnen von Priestern Unverwundbarkeit verheissen worden, jedenfalls schrieb der Chirurg: «Die Franken haben mit silbernen Kuglen geschossen, sagen die Betrogenen; vor dem Blei wären sie sicher gewesen.»
Nach Pfarrer Herzog
In einem undatierten Brief fabulierte der Pfarrer von Einsiedeln, Pater Marian Herzog, über das Gefecht bei Wollerau: «Einige Glarner und die Einsiedler […] erlegten nebst wichtigen Offiziers gegen 600 Feinde.»
Gemäss dem Professbuch des Klosters Einsiedeln war Herzog am 29. April mit 400 Mann nach den Höfen ausgerückt, wo sich diese am 30. April tapfer gehalten hätten. Währenddessen habe Herzog den Landsturm und vom Brünig heimkehrende Truppen abgeholt. Als er mit diesen in die Höfe gekommen sei, sei der Kampf schon entschieden gewesen.
Nach dem Schweizerischen Republikaner
Nach der Helvetischen Revolution herrschte in der Schweiz erstmals Pressefreiheit. An zuverlässige Informationen aus dem Kriegsgebiet zu gelangen, war aber fast unmöglich, wie das Beispiel des Schweizerischen Republikaners beweist. In der Ausgabe vom 2. Mai erschien ein vom vorangehenden Tag datierter Bericht aus Zürich, in dem es heisst: «[…] bei Richterschwyl geschah der erste Angrif gestern morgens früh – Das Gefecht fing gleich ausser dem Bach, welcher die Cantone Zürich und Schweiz scheidet, an – Die schweizerischen Scharfschützen, welche nicht blos aus Stutzern auf 300, sondern aus schweren Musqueten auf 4 und 500 Schritte weit ihren Mann trafen, verursachten den Franken den meisten Schaden; nachdem diese leztern beträchtlich viele Leute verlohren, zogen sie sich wieder bis allernächst an die Gränze zurück – nach erhaltenem Succurs rückten sie aber wieder vor, und trieben die Schweizer und ihre Helfer aus der March u. s. w. längs dem See bis nach Frei(en)bach, u. auf der Bergseite bis gegen Feusisberg zurück. Auf beiden Seiten blieben viele, nach einigen Berichten mehrere hundert Todte. Man brachte in fünf Schiffen gestern Abends und in verwichener Nacht über 50 schwer verwundete Franken in das hiesige Lazareth. Heute […] langten wieder einige Schiffe mit Verwundeten hier an.»
Am 9. Mai korrigierte sich der Republikaner: An der «Affaire bei Wollerau» seien «nicht bloß eigentliche Schweizer, sondern auch Hülftstruppen von Ury, Glarus, March und Sargans» beteiligt gewesen. Weiter schrieb das Blatt: «Oberst Paravicini von Glarus war der erste, der, nachdem er eine Wunde an der einen Hand erhalten, sich vom Kampfplaz entfernte, und dem dann bald darauf die Glarner, Märchler, Sarganser u. s. w. folgten, so daß die Schweizer allein blieben; diese zogen sich hierauf gegen die Schindelegi zurück […].»
Am 6. Juni korrigierte sich der Republikaner erneut: An den Kämpfen teilgenommen hätten fast nur die ungefähr 800 Glarner. Die 600 Schwyzer, welche ihm unterstellt gewesen seien, habe Paravicini am Morgen vor dem Gefecht von Wollerau nach Rothenthurm zurückgeschickt, da man die Franzosen bereits in Menzingen und Ägeri (Kanton Zug) vermutet habe. Paravicini sei gleich zu Beginn des Gefechts verwundet worden, als er an der Spitze von zwei Kompanien bis vor Richterswil vorgestossen sei. Er sei noch eine Stunde im Feuer geblieben. Dann habe er wegen des Blutverlusts das Kommando an Oberstleutnant Zwicki übergeben und sich mit Hilfe zweier Personen nach Pfäffikon geschleppt, wo der Kriegsrat versammelt gewesen sei. Von 50 in Gefangenschaft geratenen Franzosen zuzüglich eines Hauptmanns hätten die Glarner Offiziere nur den Letzteren und 20 Mann vor der Blutrunst des Volkes retten können.
Nach der Zürcher Zeitung
In der Zürcher Zeitung stand am 5. Mai: «Bey Richterschwyl am Grenzbach ließen sich die Schweizer aus ihren Verschanzungen locken, wurden geschlagen, und nachdem ihre Schanzen erstiegen waren, bis nach Schindellägi verfolgt […]. Die Märchler ergaben sich und wurden geplündert. In Bäch und Wollerau blieben von den Einwohnern nur noch die Todten zurück. Die Zürcher an der Grenze haben die den Franken sehr wohlfeil abgekauften Effecten der Geplünderten auf Haufen zusammengebracht, und stellen den Beschädigten das ihrige wieder mit Schweizertreue zurück.»
Nach dem Moniteur
Das offizielle Organ der französischen Regierung, der Moniteur, meldete am 15. Mai, die Franzosen hätten den Feind «in Richterswil» angegriffen: «Er hat sich dort mit hartnäckigem Mut verteidigt; aber er wurde endlich zum Weichen gezwungen […].»
Nach den Europäischen Annalen

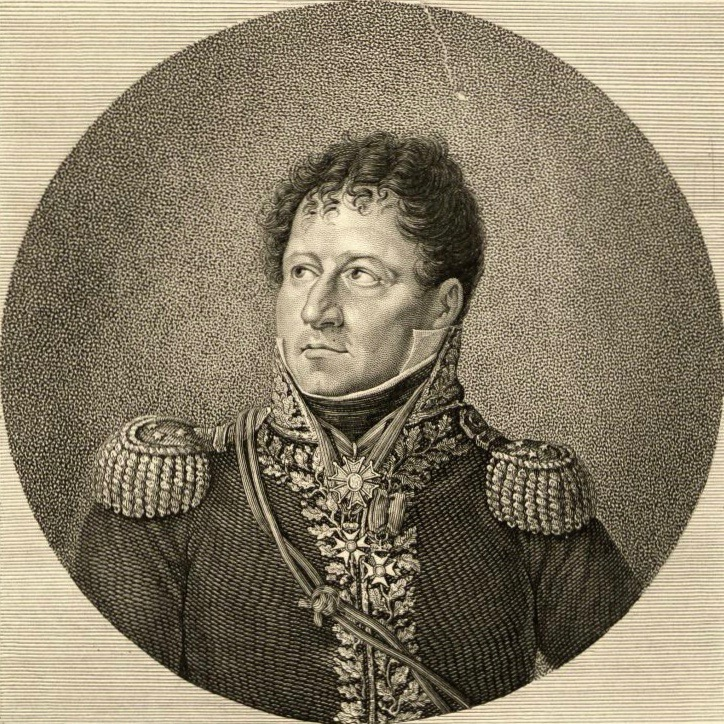
Der Sieger von Wollerau: Philibert Fressinet als Generalleutnant (ca. 1815)

Ernst Ludwig Posselts in Tübingen erscheinende Europäische Annalen berichteten im Juni-Heft über den «Kampf […] bei dem Dorfe Richtenschweil»: Eine von Generaladjutant Fressinet befehligte französische Kolonne von 9 Kompanien, also höchstens 1000 Mann, habe dort mehr als 5000 Schweizern gegenübergestanden. Fressinet habe Bataillonschef Lenud befohlen, mit 80 Mann eine Anhöhe einzunehmen. Fressinet selber sei am Seeufer vom Feind angegriffen worden und diesem entgegengegangen. Nach einem mörderischen Kampf seien die Franzosen bis ins Dorf Richterswil zurückgewichen, das von einer kleinen Reserve mit einem Vierpfünder gehalten worden sei. «Hier sammelten sie sich wieder, und erwarteten den Feind, der festen Schrittes auf sie anrükte: sie empfiengen ihn mit einem heftigen Musketen- und Artillerie-Feuer. Im nemlichen Augenblick kamen ihnen 4 Kompagnien zur Verstärkung zu. Nun gewannen sie bald den verlorenen Boden. Mit gleicher Wuth von beiden Seiten hatte das Gefecht von Morgens 8 Uhr bis Nachmittags 2 Uhr fortgedauert, nach dem eignen Geständniß des fränkischen Commandanten das hartnäkigste, dem er je beigewohnt.»
Posselt fügte drei – von Fressinet in Umlauf gesetzte? – Anekdoten bei, die den Fanatismus der Revolutionsgegner (bzw. den Heldenmut der Franzosen) illustrieren sollten: 1. «Sie hatten eine Fahne, unter der drei von ihren Offizieren fielen.» 2. «Man dringt in einen Schwyzer, er soll die neue Constitution annehmen; "er wolle," antwortet er, "zuerst seinen Priester darüber fragen," und fällt unter dem Bajonet der Sieger.» 3. «Zwanzig Bauern, mit Keulen bewafnet, werfen sich in ein Haus […] man sezt das Haus in Brand; aber ehe sie sich ergeben wollen, werden sie ein Raub der Flammen.» Diese Anekdoten hatten in der schweizerischen Geschichtsschreibung ein ungleiches Schicksal: Die erste, schmeichelhafte, wurde für bare Münze genommen und weiterverbreitet, die beiden andern hingegen, welche sich im Übrigen auf das Gefecht bei Schindellegi am 2. Mai zu beziehen scheinen, als «Fabeleien» abgetan.
Nach dem Vermittler Beat Steinauer
Dass es bis am Schluss Bemühungen gegeben hatte, den Krieg zu verhindern, diese aber durch Fanatiker hintertrieben wurden, zeigt der Bericht Beat Steinauers, der Wollerau drei Tage vor dem Gefecht passiert hatte. Von General Schauenburg zu Friedensverhandlungen mit der Kriegskommission in Schwyz ermächtigt und von der Letzteren mit einem Passierschein versehen, sei er von Oberst(leutnant) Zwicky mit äusserster Zuvorkommenheit empfangen worden. Steinauer nennt Zwicky, der während des nachfolgenden Gefechts das Kommando übernahm, «einen Mann welcher die Redlichkeit eines alten Schweizers mit den feinern Kenntnissen unserer Zeit auf eine angenehme Art zu verbinden weiß». Der Glarner habe ihm nicht nur «mit Thränen in den Augen» eine Eskorte mitgegeben, sondern ihm zu seinem Schutz auch noch Jägerhauptmann Zwicky (seinen Sohn?) nachgesandt, «indem sich unter seinen Truppen ein sehr mißvergnügtes Gemurmel wegen meiner erhoben habe». Steinauers Friedensmission endete dann vorzeitig in seiner Heimat Einsiedeln: Religiöse Eiferer legten ihn bis zum Eintreffen der Franzosen in Ketten.
Nach einem Kritiker Pater Stygers
Ein anonymer Kritiker Paul Stygers lässt diesen streitbaren Kapuzinerpater am Gefecht bei Wollerau teilnehmen. Dahinter ist aber wohl ein Fragezeichen zu setzen, da Styger noch am Vortag dabei gewesen war, als die Schwyzer einige Stunden lang Luzern besetzt gehalten hatten. Der Autor schreibt: «Den 30ten […] griffen die Franken die bey Wollrau vereinigten Schweizer und Glarner mit einem heftigen Feuer aus dem kleinen Gewehr an, sie wurden aber im Beyseyn des Pater Pauls mit beträchtlichem Verlurst bis an den Grenzbach bey Rychtenschwyl zurückgeschlagen; allein die Schweizer [in Wirklichkeit Glarner] wurden durch unvermuthetete Kartetschenschüsse gezwungen, sich auf ihre vorigen Positionen bey Wollrau zu begeben.» Den Rückzug der Glarner aus Wollerau verschiebt der Autor um einen Tag auf den 1. Mai und fährt fort: «[…] die sich allein überlaßnen Schweizer zogen sich samt dem Pater Paul auf die Schindellegi zurück; indessen giengen die Franken durch die sogenannten Höf gegen dem Ezel zu […].»
Nach Zschokke
Wie der mit Reding befreundete Heinrich Zschokke in seiner Geschichte vom Kampf und Untergang der schweizerischen Berg- und Waldkantone schreibt, war Wollerau der Ort, wo man den Angriff der Franzosen am wenigsten erwartet hatte. Zschokke überliefert die Anekdote, wonach der verblutende Hauptmann Hauser von Näfels von einem französischen Offizier (Fressinet) für einen Landsmann gehalten, aufgehoben und mit den Worten «Muth, Kamerad, Muth!» getröstet worden sei, worauf Hauser geantwortet habe: «[…] es fehlt mir nicht an Muth, nur an Kräften.» Auf Anordnung des Franzosen sei er dann in Wädenswil gesund gepflegt worden.
Nach General Schauenburg
General Schauenburg scheint bald nach dem Feldzug von 1798 seine Erinnerungen aufgezeichnet zu haben. Im Bulletin historique de la Campagne d’Helvétie schreibt er, General Nouvion habe am 30. April Einheiten zur Aufklärung nach Richterswil vorgeschoben. Diese seien Aufständischen begegnet und hätten ein Gefecht begonnen. Sie seien von anderen Einheiten unterstützt worden und hätten in Richterswil Stellung bezogen. Dort seien sie zweimal zurückgeworfen worden, hätten sich aber schliesslich dank der Ankunft von Verstärkungen durchgesetzt. Die 2000 Aufständischen hätten sich hartnäckig geschlagen und mehrere Bajonettangriffe auf das Dorf vorgetragen.
Nach dem dichtenden Schuhmacher Feldtmann
1802 veröffentlichte Schuhmachermeister Levi Feldtmann (1754–1835) von Schwanden ein Gedicht in Knittelversen mit dem Titel Volks-Auszug und Schlacht bei Wollrau den 30ten April 1798. In der Melodie: Stimmt ihr Freunde, stimmt ihr Brüder. Darin wird behauptet, Schauenburg habe Glarus besetzen wollen, aber auch zugegeben, dass die Glarner dasselbe mit Zürich vorhatten. Über das Gefecht selber, an dem er teilgenommen haben könnte, schrieb dieser Jünger von Hans Sachs:
Bey Wollrau giengs an das Gefecht,

Potz Donner, Blitz und Knallen,

Da sahe man bald link bald recht,

Bald Feind, bald Brüder fallen;

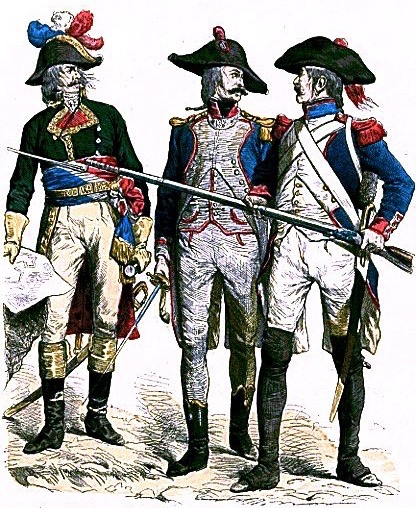
Richard Knötel: Französische Militärs (1795)

Doch so gieng es vier – fünf – Stunden –

Endlich hat der Glarner funden,

Daß er Frankreichs Ueberg’wicht,

Werde seyn gewachsen nicht.

Doch der Glarner Schweizermuthe,

Scheint noch einmal aufzuleben;

Trotz dem schon vergoßnen Blute,

Will mans nicht verloren geben,

Doch wars damit nicht ausgemacht,

Man fühlte Frankreichs Uebermacht;

Obschon die Schützen gut gezielt,

So war jezt doch die Schlacht verspielt.
Nach Jomini
Der Waadtländer Militärhistoriker Generalleutnant Antoine-Henri Jomini kritisierte den Angriff der Revolutionsgegner am Seeufer als «unvorsichtiges Manöver, das sie teuer zu stehen kam».
Nach Wieland
Der Basler Oberst Wieland berichtete in einem Lehrbuch für Offiziere: «Die Franken hatten Plänkler den Bergrücken aufwärts entsendet, um die Schweizer zu umgehen […].» In einer Fussnote schrieb Wieland: «Sowohl bei diesem Gefecht als bei den meisten übrigen, ist es schwer mit Bestimmtheit die gegen einander in Aktion gebrachte Truppenzahl anzugeben. Fraissinet befehligte die Vorwache der fränkischen Hauptkolonne; er hatte zwei Bataillons, ein drittes folgte mit Geschütz. Paravizini hatte eines seiner Bataillons zu Rapperswil, ein zweites am Etzel, ein drittes bei Hütten, also blieben ihm auch drei Bataillons, nebst Landsturm, bei Wollrau.»
Nach Feldprediger Schuler
Eine besonders detaillierte Schilderung des Gefechts, das er als 19-jähriger Feldprediger der reformierten Glarner miterlebt hatte, lieferte 1836 der Historiker Melchior Schuler. In einer 1851 erschienenen Neufassung dieses Textes heisst es: «Eine ganze Woche waren die Glarner schon zu Wollrau gelagert und das Volk ward über die Unthätigkeit des Anführers, Oberst Paravizin, ungeduldig; lieber hätte es den Feind angegriffen als ihn erwartet.» Um der Vorstellung entgegenzutreten, das anschliessende Gefecht sei eine Waffentat der Schwyzer gewesen, schob Schuler die Bemerkung ein: «Die Schweizer sollten nur die Höhen von Hütten bis zur Schindellegi zum Schutz der Glarner und ihrer Hülfstruppen besetzt halten, aber keinen Theil am Treffen nehmen.»

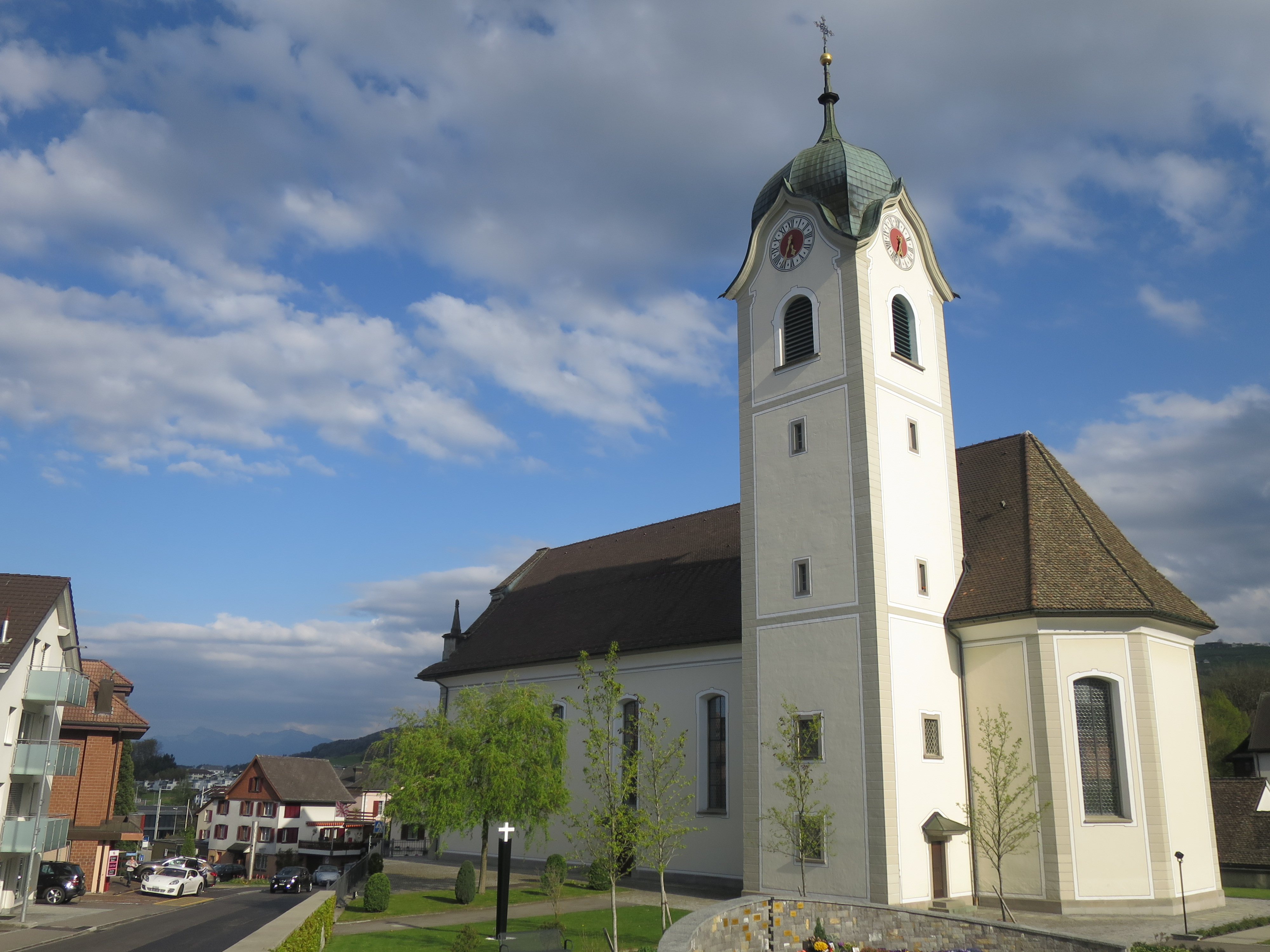
Katholische Kirche Wollerau (1787): Hier fiel Major Zweifel

Dann beschreibt der ehemalige Militärgeistliche, wie die Franzosen am Morgen des 30. Aprils, «da der Befehlshaber die Anstalten zur Sicherung vor Ueberfall verabsäumt hatte, die Glarner im Dorfe Wollrau selbst angriffen und daselbst den Major Zweifel, als er eben das Volk zum Widerstand ausführen wollte, bei der Kirche niederschossen. Nun begann der Kampf von Wollrau und dem Feusisberg her mit der größten Heftigkeit und bald wurden die Franzosen zurückgeschlagen. Zur gleichen Zeit rückten die drei zu Bäch am See gelagerten, von Hauptmann Konrad Schindler und Jägerhauptmann Joh. Peter Zwicki befehligten, Kompagnieen mit einem Feldstück aus und drangen gegen Richterschweil vor. Bald nach dem Beginn des Treffens ergriff Oberst Paravizin und Freuler, der Kommandant des einen der zwei Pikete, und mit ihnen etwa ein Drittheil der Mannschaft die Flucht.»

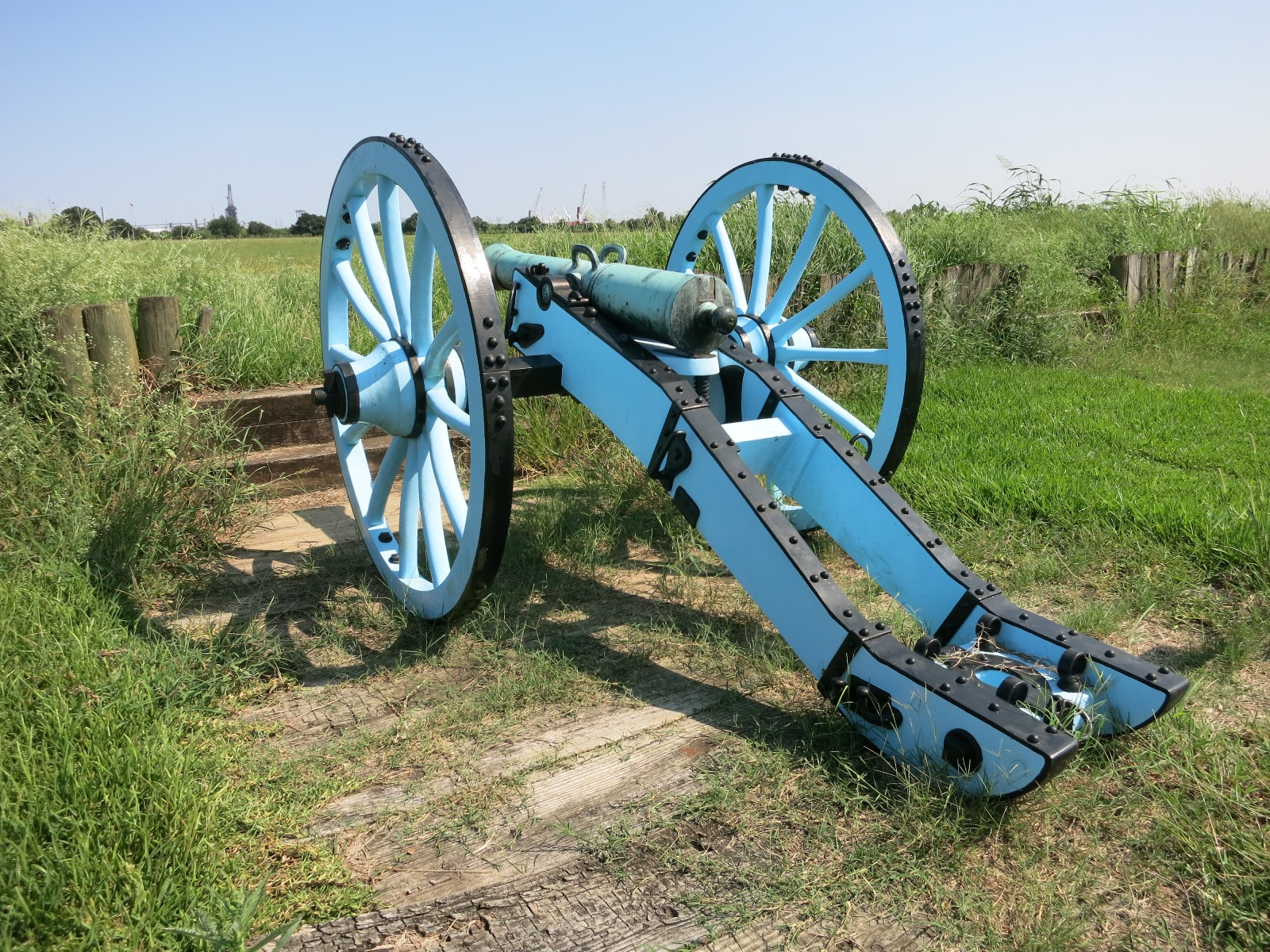
Zeitgenössischer französischer Vierpfünder System Gribeauval

Im historischen Präsens fährt Schuler fort: «Jetzt, in dem Augenblick der größten Gefahr […], übernimmt der Befehlshaber des einen der beiden Pikete, Oberst Balthasar Zwicki, die Anführung der kleinen Schaar von 5–600 Treuen, die sich an ihn anschließen. Die Franzosen weichen ihrem heftigen Angriff und werden bis Richterschweil zurückgeschlagen. Lieutenant Freitag von Elm ward mit einer Abtheilung von 30 Mann von dem See hinauf gegen Wollrau geschickt. Da kam von Wollrau hinunter getrieben eine Kompagnie Franzosen zwischen zwei Feuer, und 50 Mann wurden zu Gefangenen gemacht. Von Bäch her drangen die Glarner bis zur Richterschweilerbrücke vor, wo sie Stand hielten. Zu Richterschweil erhielt der Feind Verstärkung, theils durch eigene Truppen, theils durch Schützen vom Zürichsee und zugleich durch Vermehrung ihres groben Geschützes. Mit Kartätschenfeuer werden die anstürmenden Glarner im Dorf empfangen und von zwei Wunden schwer getroffen fällt hier Hauptmann Hauser von Näfels mit manchem tapfern Mann; die Fahne kommt bis in die dritte Hand. Die Glarner weichen wieder an die Höhe von Wollrau hinauf, wo sie sich zu erneuertem Kampf sammeln, der mehrere Stunden ohne Entscheidung fortdauerte. Es drang wieder eine Schaar Franzosen gegen Wollrau und von da gegen Bäch hinab. Die bei der Richterschweilerbrücke stehenden Glarner, die sich dadurch auf ihrer linken Flanke und im Rücken bedroht sahen, ziehen sich nun nach Bäch zurück und schlagen dort die Feinde wieder zurück. Die Kanone war weit bis Freienbach zurückgegangen, und erst auf Bedrohung seines Lebens folgte der Befehlshaber derselben dem Befehl, wieder vorwärts mit ihr zu gehen.» Es war wohl diese Kanone, auf die Füsilier Michel Lévêque von der französischen 76. Halbbrigade sprang, um sich ihrer zu bemächtigen, und dabei getötet wurde.
Weiter schreibt Schuler: «Nach sieben- bis achtstündigem Kampf, den die Glarner in Verbindung mit einigen Hunderten aus den Höfen und der March, die schlecht bewaffnet waren, ausgehalten hatten, traten sie, vom Feind unverfolgt, den Rückzug an; denn nachdem Rappersweil in die Hände der Feinde gefallen war und diesen nun auch der Uebergang über die Linth bei Uznach offen stand, waren sie in Gefahr, von der Seite und im Rücken angefallen und von dem Land abgeschnitten zu werden. Zu spät traf noch ein Zuzug schlecht bewaffneter, aber äußerst eifriger Sarganser ein. Der Rückzug geschah in guter Ordnung. […] Es blieben aber noch 200 Mann unter Führung des Hauptmann Konrad Schindler und Lieutenant Tschudi von Schwanden in der Gegend von Wollrau bis 9 Uhr; die Offiziere wollten selbst auf dem Schlachtfeld verharren. […] Neben den schon genannten Offizieren zeichneten sich auch aus die Hauptleute Kaspar Zwicki von Mollis, Cham von Kerenzen, Müller von Näfels, Heußi von Filzbach, Tschudi von Schwanden.»
Von der Ermordung der kriegsgefangenen Franzosen ist bei Schuler nicht die Rede. Er schreibt nur, ein Teil derselben sei in Gefahr gewesen, «durch einen wüthenden Haufen solcher, die früher dem Treffen entlaufen waren, umgebracht zu werden». Landeshauptmann Johann Peter Zwicki von Mollis und andere entschlossene Männer hätten sie aber beschützt. Bis zu ihrer Freilassung im Anschluss an die Kapitulation des Kantons seien sie gut behandelt worden. Auf der Gegenseite hätten die verwundeten Glarner auf Zürcher Gebiet, besonders in Richterswil und Wädenswil, menschenfreundliche Pflege erfahren.
Nach Steinauer
Laut der Geschichte des Freistaates Schwyz von Dominik Steinauer wäre der Angriff der Franzosen nicht nur bei Wollerau, sondern auch bei der von den Franzosen besetzten Bellenschanze (Gemeinde Richterswil) erfolgt, wo ihnen Höfner und Einsiedler gegenübergestanden hätten. Die Schwyzer hätten den Rossberg (Gemeinden Wollerau und Feusisberg) besetzt gehalten und die Höhen, die sich von Schindellegi nach Hütten hinziehen. Bei der Bellenschanze seien die Höfner und Einsiedler wohlgezieltem Feuer von Zürcher Scharfschützen ausgesetzt gewesen, hätten aber trotzdem bis gegen Abend standgehalten. Steinauer fuhr fort: «Wiederholtes Rotten-Feuer eines von Richterswyl her frisch angerückten Bataillons nöthigte sie endlich zum Rückzug. Die Einsiedler zogen sich noch am gleichen Abend nach Einsiedeln zurück, während sich die Höfner auf die Schindellegi begaben […].»
Nach Blumer
Dass der Waadtländer Historiker Monnard – wie schon der Schweizerische Republikaner – bei Wollerau Schwyzer kämpfen liess, bezeichnete der Glarner Landesarchivar Blumer als «argen Verstoss gegen die historische Wahrheit».
Es existieren zahlreiche weitere, mehr oder minder ausgeschmückte Berichte über das Gefecht bei Wollerau. Dass einige Autoren wie der dichtende Schuhmacher Feldtmann von einer «Schlacht» sprechen, entspricht nicht dem üblichen Gebrauch dieses Wortes. Wirkliche Schlachten gab es im nachfolgenden Jahr 1799 zwischen den europäischen Grossmächten um den Besitz von Zürich.

## Kapitulation
Was dem Gefecht folgte, schildert der ehemalige Feldprediger Schuler so: «Nach dem Rückzug der Glarner zogen die Franzosen raubend und brennend in die Dörfer der Höfe ein, die Einwohner aber flohen […] in die Berge und Wälder hinauf. […] Drei Tage lang lagerte das Glarnervolk an der Landesgrenze […] Am 2. Mai ward mit dem französischen Befehlshaber ein Waffenstillstand auf fünfzig Stunden geschlossen, und am 3. kam ein Vertrag zu Stande, dem zufolge das Land Glarus die neue Verfassung annahm, Wehr und Waffen behielt, von jeder Kriegssteuer frei erklärt ward und das Versprechen erhielt, daß die Franzosen das Land nie betreten sollen.»
Am 2. Mai zogen sich die Einsiedler auf Weisung Pfarrer Herzogs vom Etzelpass bzw. von der nahegelegenen Tüfelsbrugg zurück. Reding brach ein sich entwickelndes Gefecht bei Schindellegi ab. Obwohl die Schwyzer nur noch von wenigen Urnern und Zugern unterstützt wurden, gelang es ihnen in der Folge, die Franzosen bei Rothenthurm und Morgarten zurückzuschlagen. Dann aber zwang die zahlenmässige Unterlegenheit auch die nach Vereinbarung eines Waffenstillstands einberufene Landsgemeinde von Schwyz, in die Kapitulation und die Annahme der Helvetischen Verfassung einzuwilligen.
Um das Gewicht der revolutionsfeindlichen Kräfte in den Gesetzgebenden Räten der Helvetischen Republik zu begrenzen, in denen jeder Kanton gleich viele Vertreter hatte, wurden die beiden Grosskantone Waldstätten und Linth geschaffen. Gleichzeitig versuchte man Schwyz und Glarus zu besänftigen, indem man sie zu Hauptorten dieser Kantone machte. Anstelle des reformierten Aarau wurde bis zum Einfall der Österreicher im Zweiten Koalitionskrieg (1799) das katholische Luzern Hauptstadt des Einheitsstaats.

## Verluste
Alle Gefechte des Frühlings 1798 zusammengerechnet, verloren die Höfner laut von den Pfarrern erstellten Namenlisten 50 Tote und 18 Verwundete, die Einsiedler 9 Tote und 12 Verwundete und die Märchler 1 Toten und 4 Verwundete. Dies bei Verlusten aller bisherigen Untertanen der Schwyzer von 80 Toten und 44 Verwundeten und der Schwyzer selber von 92 Toten und 89 Verwundeten. Für Zug gibt Zschokke 30 Tote und 25 Verwundete an, für Glarus (ähnlich wie Freuler) 28 Tote und 30 Verwundete, für Uri 6 Tote und 7 Verwundete.
Was die Verluste der Franzosen betrifft, so liegen die von den Verlierern verbreiteten Zahlen – Pfarrer Herzog schreibt von «gegen 3000 Mann», Zschokke von «2754 Toten» – wohl um eine Grössenordnung zu hoch. Der Moniteur berichtet: «Wir haben bei den verschiedenen Treffen einen Bataillonskommandanten, mehrere Offiziere und Unteroffiziere verloren, aber im Allgemeinen sind unsere Verluste in Anbetracht der Umstände sehr unbedeutend.»
Weitere Gefechte bei Wollerau fanden 1445 (→Schlacht bei Wollerau (1445)) und 1847 statt. Siehe auch: Liste der Kriege und Schlachten der Schweiz.

## Benützte Literatur
Die am häufigsten zitierten Darstellungen Zschokke (1801) und Schuler (1851) werden in den Fussnoten abgekürzt.
- Johann Konrad Escher, Paul Usteri (Hrsg.); Leonard Meister (Red.): Der schweizerische Republikaner. Zürich, 2. Mai, S. 35 f.; 5. Mai, S. 44; 9. Mai, S. 52; 19. Mai, S. 75; 6. Juni, S. 132 (Digitalisat).
- Franz Xaver Bronner (Red.): Zürcher Zeitung. 5. Mai 1798, S. 4 (Digitalisat).
- Ernst Ludwig Posselt: Neueste WeltKunde. Tübingen, 1798, 2. Band (Digitalisat), 6. Mai, S. 502 f.; 14. Mai, S. 534.
- (Karl Ludwig von Haller:) Helvetische Annalen. Bern, 9. Mai 1798, S. 51 (Digitalisat).
- Gazette nationale ou Le Moniteur universel. Paris, 1. Halbjahr 1798 (Digitalisat), 15. Mai, S. 946; 16. Mai, S. 949; 22. Mai, S. 973; 26. Mai, S. 990.
- Beat Steinauers aus dem ehmaligen Canton Schweiz wahrhafte Relation seiner ersten Reise und Verrichtungen, die er auf Befehl und mit Vollmacht des Bürger Ober-General Schauenburg im Aprill 1798. zu Vermeidung des Kriegs in sein Vaterland gemacht hat. Von Ihme selbst verfaßt. Bern 1798 (Digitalisat), S. 9 f.
- Ernst Ludwig Posselt: Europäische Annalen. 6. Stück, Tübingen 1798 (Digitalisat), S. 218 f.
- Freymüthige Gedanken über die neuesten Ereigniße meines lieben Vaterlands – Niedergeschrieben, den 22ten Herbstmonat 1798, von Joh. Rud, Steinmüller, Pfarrer der Evang. Refor. Gemeinde Kerentzen im Kanton der Linth. Glarus (1800) (Digitalisat), S. 4 f.
- (Heinrich Zschokke:) Herzensseufzer des aufrichtigen Schweizerboten am Schlusse des alten Jahres 17(9)8. In: Der aufrichtige und wohlerfahrene Schweizer-Bote. 1. Band, (Luzern) 1798(/99) (Digitalisat), Nr. 7 (undatiert), S. 53–55.
- Leben und Thaten des in der Revolutions-Geschichte Helvetiens so berühmten Kapuziners Pater Paul Stiger aus dem ehemaligen Kanton Schweiz. Ohne Angabe von Verfasser und Erscheinungsort, 1799 (Digitalisat), S. 10–12.
- Marcus Freuler: Kurze Geschichte des veränderten Schicksals und kriegrischer Auftritten, welche den alten Kanton Glarus vom Jahr 1798 bis 1801 […] betraffen. Glarus 1800, S. 7 f., 42–48 (Digitalisat).
- Heinrich Zschokke: Geschichte vom Kampf und Untergang der schweizerischen Berg- und Waldkantone, besonders des alten eidsgenössischen Kantons Schwyz. Bern/Zürich 1801 (Digitalisat), zitiert als Zschokke (1801), Liste der im Kampf fürs Vaterland Umgekommenen und Verwundeten (separat paginiert), S. 12 f., 268, 358 (Digitalisat).
- Levi Feldtmann: Poetische Schilderung der Kriegs-Begebenheiten und anderer Ereignisse, welche den alten Kanton Glarus vom Jahr 1798 bis 1801. betraffen […]. Glarus 1802, S. 7–10.
- Antoine-Henri Jomini: Histoire critique et militaire des guerres de la Révolution. Nouvelle édition […]. 10. Band, Paris 1822 (Digitalisat), S. 355 f.
- Johannes Wieland: Geschichte der Kriegsbegebenheiten in Helvetien und Rhätien als Handbuch zum Militairunterricht für Schweizeroffiziere aller Waffen. 2. Theil, Basel 1827, S. 41 f. (Digitalisat).
- P. Marian (Heinrich Josef) Herzog von Beromünster (1758–1828). In: Klosterarchiv Einsiedeln, Professbuch B, Nr. 462 (Digitalisat).
- Franz Weidmann: Geschichte des ehemaligen Stiftes und der Landschaft St. Gallen […], besonders während den Jahren der helvetischen Revolution […]. St. Gallen 1834 (Digitalisat), S. 294–299 (undatierter Brief Pfarrer Herzogs), hier S. 298 f.
- Gerold Meyer von Knonau: Der Kanton Schwyz, historisch, geographisch, statistisch geschildert. Huber und Compagnie, St. Gallen/Bern 1835, S. 41–43 (Digitalisat).
- Melchior Schuler: Geschichte des Landes Glarus. Zürich 1836, S. 17 f., 404–410, 536 (Digitalisat).
- Thomas Faßbind (hrsg. v. Joseph Kaspar Rigert): Geschichte des Kantons Schwyz. Von dessen ersten (sic) Gründung bis auf die helvetische Staatsumwälzung. 5. Band, Schwyz 1838 (Digitalisat), S. 435, 437.
- Conrad Vögelin: Geschichte der Schweizerischen Eidsgenossenschaft. Supplementband zur ersten Auflage, Zürich 1838 (Digitalisat), S. 495–497.
- Anton von Tillier: Geschichte der helvetischen Republik […]. 1. Band, Bern 1843 (Digitalisat), S. 80–82.
- Charles Monnard: Histoire de la Confédération Suisse […]. 16. Band, Paris/Genève 1847 (Digitalisat), S. 101.
- Melchior Schuler: Die Thaten und Sitten der Eidgenossen […]. 5. Band, Zürich 1851, zitiert als Schuler (1851), S. 341, 380–387, 540, 543 (Digitalisat).
- Dominik Steinauer: Geschichte des Freistaates Schwyz vom Untergang der dreizehnörtigen Eidgenossenschaft bis auf die Gegenwart. 1. Band, Einsiedeln 1861 (Digitalisat), S. 214–216 (Treffen bei Wollerau und der Bellenschanze).
- Actenstücke zur Geschichte der französischen Invasion in die Schweiz im Jahre 1798. In: Archiv für Schweizerische Geschichte, 15. Band, Zürich 1866, S. 319–366 (Digitalisat), hier S. 342.
- Johann Jakob Blumer: Der Kanton Glarus in der Revolution vom Jahr 1798. In: Jahrbuch des historischen Vereins des Kantons Glarus, 3. Heft, Zürich/Glarus 1866 (Digitalisat), S. 67–96, hier S. 88–92.
- (Karl von Elgger:) Die Kämpfe am Morgarten in den Jahren 1315 und 1798. Festschrift für die Jahresversammlung der schweiz. Offiziersgesellschaft in Zug […]. Einsiedeln 1868, S. 23, 27–31 (Gefecht bei Wollerau, Richterschwyl und der Bellenschanze) (Digitalisat).
- Justus Landolt: Geschichte der Orts- und Kirchgemeinde Wollerau. In: Der Geschichtsfreund, Mittheilungen des historischen Vereins der fünf Orte Lucern, Uri, Schwyz, Unterwalden und Zug, 29. Band, Einsiedeln […] 1874 (Digitalisat), S. 1–139, hier S. 104.
- Johannes Strickler: Actensammlung aus der Zeit der Helvetischen Republik (1798–1803). 1. Band, Stämpfli, Bern 1886 (Digitalisat), S. 808 (Literatur), 810–812, 818.
- Henri Du Fresnel: Un Régiment à travers l’Histoire, Le 76e, ex-1er léger. Paris 1894 (Digitalisat), S. 411.
- Holger Böning: Der Traum von Freiheit und Gleichheit. Helvetische Revolution und Republik […]. Orell Füssli, Zürich 1998, S. 127.
- Derck Engelberts: Premières insurrections contre la République helvétique (avril–mai 1798). In: Revue Militaire Suisse. 143/1998, S. 37–43 (Digitalisat), hier S. 41.
- Georges Andrey: L’Histoire de la Suisse pour les Nuls, des origines à 1815. 2. Ausg., First-Gründ, Paris 2011, S. 248.

## Fussnoten
1. ↑  Derck Engelberts: Premières insurrections contre la République helvétique (avril–mai 1798). In: Revue Militaire Suisse. 143/1998, S. 37–43 (Digitalisat), hier S. 41.
2. ↑  Im Internet nicht mehr auffindbare Quelle, wird gesucht.
3. ↑  Johann Konrad Escher, Paul Usteri (Hrsg.); Leonard Meister (Red.): Der schweizerische Republikaner. Zürich, 6. Juni 1798, S. 132 (Digitalisat); Marcus Freuler: Kurze Geschichte des veränderten Schicksals und kriegrischer Auftritten, welche den alten Kanton Glarus vom Jahr 1798 bis 1801 [sic] betraffen. Glarus 1800, S. 7 (Digitalisat).
4. ↑  Schuler (1851), S. 384 (Digitalisat).
5. ↑  P. Marian (Heinrich Josef) Herzog von Beromünster (1758–1828). In: Klosterarchiv Einsiedeln (Digitalisat), Professbuch B, Nr. 462.
6. ↑  General Schauenburg schrieb von ca. 60 ausser Gefecht gesetzten Franzosen. Actenstücke zur Geschichte der französischen Invasion in die Schweiz im Jahre 1798. In: Archiv für Schweizerische Geschichte. 15. Band, Zürich 1866, S. 319–366, hier S. 342. Allein am 30. April sowie in der darauffolgenden Nacht wurden über 50 schwer verwundete Franzosen nach Zürich gebracht, und am 1. Mai trafen weitere ein. Johann Konrad Escher, Paul Usteri (Hrsg.); Leonard Meister (Red.): Der schweizerische Republikaner. Zürich, 2. Mai 1798, S. 36; 6. Juni 1798, S. 132 (Digitalisat).
7. ↑  Marcus Freuler: Kurze Geschichte des veränderten Schicksals und kriegrischer Auftritten, welche den alten Kanton Glarus vom Jahr 1798 bis 1801 [sic] betraffen. Glarus 1800, S. 42–48 (Digitalisat). Laut einem Bericht aus Glarus vom 10. Mai 1798 waren es 53 Tote und Verwundete. Johann Konrad Escher, Paul Usteri (Hrsg.); Leonard Meister (Red.): Der schweizerische Republikaner. Zürich, 6. Juni 1798, S. 132 (Digitalisat).
8. ↑  Zschokke (1801), S. 12 f. (Digitalisat). Der Anteil der Toten war bei den Einheimischen wegen der ungenügenden Versorgung der Verwundeten höher als bei den Glarnern.
9. ↑  Johannes Strickler: Actensammlung aus der Zeit der Helvetischen Republik (1798–1803). 1. Band, Stämpfli, Bern 1886 (Digitalisat), S. 811.
10. ↑  Beide ehemaliges Untertanengebiet Höfe, Kanton Schwyz.
11. ↑  Ehemalige Landvogtei Wädenswil, Kanton Zürich.
12. ↑  Renato Morosoli: Harten- und Lindenhandel. In: Historisches Lexikon der Schweiz.  14. Oktober 2009.
13. ↑  Alain-Jacques Czouz-Tornare: Tuileriensturm. In: Historisches Lexikon der Schweiz.  25. Februar 2014.
14. ↑  Vorausgegangen waren revolutionäre Ereignisse in fast allen Kantonen, Zugewandten Orten und Gemeinen Herrschaften. Erfolgreiche Revolutionen hatte es schon 1792 im Fürstbistum Basel und in Genf, 1795 in der Fürstabtei St. Gallen gegeben. Holger Böning: Der Traum von Freiheit und Gleichheit. Helvetische Revolution und Republik […]. Orell Füssli, Zürich 1998.
15. ↑  Bürger regierender Städte oder Länder und innerhalb derselben regierende Familien.
16. ↑  Gerold Meyer von Knonau: Der Kanton Schwyz, historisch, geographisch, statistisch geschildert. Huber und Compagnie, St. Gallen/Bern 1835, S. 41 f. (Digitalisat).
17. ↑  Bei der traditionellen Datierung der Kapitulation auf den 5. März handelt es sich um eine Geschichtsfälschung: In Wirklichkeit erfolgte diese bereits vor den Gefechten bei Neuenegg, bei Fraubrunnen und am Grauholz. Georges Andrey: L’Histoire de la Suisse pour les Nuls, des origines à 1815. 2. Ausg., First-Gründ, Paris 2011, S. 248.
18. ↑  Holger Böning: Der Traum von Freiheit und Gleichheit. Helvetische Revolution und Republik […]. Orell Füssli, Zürich 1998, S. 127.
19. ↑  In Schwyz z. B. die Angehörigen der 150 Landleutegeschlechter, nicht aber die Untertanen und Beisassen.
20. ↑  Heinrich Zschokke rief den 1798 gefallenen Schweizern zu: «Ihr starbet – und wolltet in eurer Meinung sterben für "Gott", und "Vaterland", – ach! und es war nicht Gott der euch ermunterte und rief, nein trügliche Priester! – es war nicht das Vaterland, welches euren Muth aufbot, nein der Stolz und Ehrgeiz einiger reichen Männer!» (Herzensseufzer des aufrichtigen Schweizerboten am Schlusse des alten Jahres 17(9)8, in: Der aufrichtige und wohlerfahrene Schweizer-Bote, 1. Band, (Luzern) 1798(/99), Nr. 7 (undatiert), S. 53–55, hier S. 53 f.) Das Urteil Zschokkes hat umso mehr Gewicht, als dieser seit 1795 mit Alois Reding befreundet war (Werner Ort: Heinrich Zschokke (1771–1848). Eine Biografie. Baden 2013, S. 180, 192 et passim).
21. ↑  Zschokke (1801), S. 268 (Digitalisat).
22. ↑  Josef Wiget: Reding, Alois. In: Historisches Lexikon der Schweiz.  10. August 2010.
23. ↑  Johann Jakob Blumer: Der Kanton Glarus in der Revolution vom Jahr 1798. In: Jahrbuch des historischen Vereins des Kantons Glarus, 3. Heft, Zürich/Glarus 1866, S. 67–96, hier S. 88.
24. ↑  Veronika Feller-Vest: Paravicini, Fridolin. In: Historisches Lexikon der Schweiz.  10. September 2008.
25. ↑  Auszügerbataillon.
26. ↑  Johann Konrad Escher, Paul Usteri (Hrsg.); Leonard Meister (Red.): Der Schweizerische Republikaner. Zürich, 6. Juni 1798, S. 132 (Digitalisat); Schuler (1851), S. 380 (Digitalisat); Marcus Freuler: Kurze Geschichte des veränderten Schicksals und kriegrischer Auftritten, welche den alten Kanton Glarus vom Jahr 1798 bis 1801 [sic] betraffen. Glarus 1800, S. 7 (Digitalisat); Johannes Wieland: Geschichte der Kriegsbegebenheiten in Helvetien und Rhätien als Handbuch zum Militairunterricht für Schweizeroffiziere aller Waffen. 2. Theil, Basel 1827, S. 42/Anm. (Digitalisat).
27. ↑  (Heinrich Zschokke:) Herzensseufzer des aufrichtigen Schweizerboten am Schlusse des alten Jahres 17(9)8, in: Der aufrichtige und wohlerfahrene Schweizer-Bote, 1. Band, (Luzern) 1798(/99), Nr. 7 (undatiert), S. 53–55, hier S. 53 f.; Johann Jakob Blumer: Der Kanton Glarus in der Revolution vom Jahr 1798, in: Jahrbuch des historischen Vereins des Kantons Glarus, 3. Heft, Zürich/Glarus 1866, S. 67–96, hier S. 90.
28. ↑  Jürg Stüssi-Lauterburg: Schauenburg, Alexis Balthasar Henri Antoine von. In: Historisches Lexikon der Schweiz.  14. November 2012.
29. ↑  François Kohler: Nouvion, Jean-Baptiste. In: Historisches Lexikon der Schweiz.  16. November 2010.
30. ↑  Nicolas Louis Jordy (1758–1825).
31. ↑  Actenstücke zur Geschichte der französischen Invasion in die Schweiz im Jahre 1798, in: Archiv für Schweizerische Geschichte, 15. Band, Zürich 1866, S. 319–366, hier S. 342–344. Zahlenangaben nach Derck Engelberts: Premières insurrections contre la République helvétique (avril–mai 1798). In: Revue Militaire Suisse. 143/1998, S. 37–43 (Digitalisat), hier S. 41.
32. ↑  Johannes Strickler: Actensammlung aus der Zeit der Helvetischen Republik (1798–1803). 1. Band, Stämpfli, Bern 1886 (Digitalisat), S. 811; abgedruckt bei Ernst Ludwig Posselt: Neueste WeltKunde. Tübingen, 6. Mai 1798, S. 502 f.
33. ↑  Heinrich Peter: Aus der Ortsgeschichte von Richterswil. Band 3, Richterswil 1980, S. 15 (1794), 55 (1807).
34. ↑  Laut Schuler (1851), S. 384 (Digitalisat), waren die Sarganser zu spät auf dem Kampfplatz eingetroffen.
35. ↑  Johannes Strickler: Actensammlung aus der Zeit der Helvetischen Republik (1798–1803). 1. Band, Stämpfli, Bern 1886 (Digitalisat), S. 812.
36. ↑  Karin Marti-Weissenbach: Herzog, Marian. In: Historisches Lexikon der Schweiz.  30. August 2006.
37. ↑  Franz Weidmann: Geschichte des ehemaligen Stiftes und der Landschaft St. Gallen […]. St. Gallen 1834, S. 298.
38. ↑  P. Marian (Heinrich Josef) Herzog von Beromünster (1758–1828). In: Klosterarchiv Einsiedeln, Professbuch B, Nr. 462 (Digitalisat).
39. ↑  Schwyz.
40. ↑  In Wirklichkeit wohl glarnerischen.
41. ↑  1 Schritt = ca. 75 cm.
42. ↑  Nach Ankunft von Verstärkung.
43. ↑  Der schweizerische Republikaner. 2. Mai 1798, S. 35 f.
44. ↑  Der schweizerische Republikaner. 9. Mai 1798, S. 52.
45. ↑  In Wirklichkeit nach Schindellegi.
46. ↑  Der schweizerische Republikaner. 6. Juni 1798, S. 132 (datiert «Glaris den 10. May 1798»).
47. ↑  Franz Xaver Bronner (Red.): Zürcher Zeitung. 5. Mai 1798, S. 4 (Digitalisat).
48. ↑  Gazette nationale ou Le Moniteur universel. Paris, 15. Mai 1798, S. 946 (übersetzt).
49. ↑  Ernst Ludwig Posselt: Europäische Annalen. 6. Stück, Tübingen 1798, S. 218 f. Über das abenteuerliche Leben des späteren Generalleutnants, den seine militärische Karriere zweimal nach Santo Domingo (Haiti) und die Verfolgung durch die Bourbonen nach Südamerika verschlug. Alphonse Karr: Les paysans illustres, Plutarque des campagnes. Paris (1838) (Digitalisat), S. 61–70.
50. ↑  Gemeint: das Dorf Wollerau? Laut Henri Du Fresnel: Un Régiment à travers l’Histoire, Le 76e, ex-1er léger, Paris 1894, S. 411, hielt Major Pierre Augustin Lenud mit einem Teil seines Bataillons der 76. Halbbrigade in einer ungünstigen Position einem Angriff der Schweizer stand.
51. ↑  Infanteriegeschütz, das Kugeln von rund 2 kg Gewicht oder Kartätschen (Schrotladungen) verschoss.
52. ↑  Die Verfassung der Helvetischen Republik.
53. ↑  Ernst Ludwig Posselt: Europäische Annalen. 6. Stück, Tübingen 1798, S. 218 f.
54. ↑  Zschokke (1801), S. 309 (Digitalisat).
55. ↑  Gazette nationale ou Le Moniteur universel. Paris, 17. Mai 1798, S. 953; Johannes Strickler: Actensammlung aus der Zeit der Helvetischen Republik (1798–1803). 1. Band, Stämpfli, Bern 1886 (Digitalisat), S. 818.
56. ↑  Schuler (1851), S. 386 (Digitalisat).
57. ↑  Der schweizerische Republikaner, 6. Juni 1798, S. 132; Schuler (1851), S. 383 (Digitalisat).
58. ↑  Beat Steinauers aus dem ehmaligen Canton Schweiz wahrhafte Relation seiner ersten Reise und Verrichtungen, die er auf Befehl und mit Vollmacht des Bürger Ober-General Schauenburg im Aprill 1798. zu Vermeidung des Kriegs in sein Vaterland gemacht hat. Bern 1798, S. 10 f. (Zitate), 13 ff.
59. ↑  Christian Schweizer: Styger, Paul. In: Historisches Lexikon der Schweiz.  20. Juli 2012.
60. ↑  Leben und Thaten des in der Revolutions-Geschichte Helvetiens so berühmten Kapuziners Pater Paul Stiger […]. Ohne Erscheinungsort 1799, S. 10 f.; übernommen von (Heinrich Zschokke:) Der aufrichtige und wohlerfahrene Schweizer-Bote, 1. Band, (Luzern) 1798, Nr. 14 (2. Vierteljahr 1799), S. 110.
61. ↑  1799 Regierungskommissär in Unterwalden, 1799/1800 im Kanton Waldstätten, 1800 im Tessin, 1800/01 Regierungsstatthalter des Kantons Basel.
62. ↑  Zschokke (1801), S. 308 f. (Digitalisat)
63. ↑  Zschokke (1801), S. 310 f. (Digitalisat).
64. ↑  Actenstücke zur Geschichte der französischen Invasion in die Schweiz im Jahre 1798, in: Archiv für Schweizerische Geschichte, 15. Band, Zürich 1866, S. 319–366, hier S. 320.
65. ↑  Actenstücke zur Geschichte der französischen Invasion in die Schweiz im Jahre 1798, in: Archiv für Schweizerische Geschichte, 15. Band, Zürich 1866, S. 319–366, hier S. 342.
66. ↑  Levi Feldtmann: Poetische Schilderung der Kriegs-Begebenheiten und anderer Ereignisse, welche den alten Kanton Glarus vom Jahr 1798 bis 1801. betraffen […]. Glarus 1802, S. 7–10, Zitat: S. 9 f.
67. ↑  1798 Chefsekretär im Kriegsministerium der Helvetischen Republik.
68. ↑  Antoine-Henri Jomini: Histoire critique et militaire des guerres de la Révolution. Nouvelle édition […]. 10. Band, Paris 1822, S. 355 f. (Zitat übersetzt). Jomini verwechselte Richterswil und Wollerau.
69. ↑  Peter Müller-Grieshaber: Wieland, Johannes. In: Historisches Lexikon der Schweiz.  22. März 2012.
70. ↑  Johannes Wieland: Geschichte der Kriegsbegebenheiten in Helvetien und Rhätien als Handbuch zum Militairunterricht für Schweizeroffiziere aller Waffen. 2. Theil, Basel 1827, S. 41 f. (Digitalisat).
71. ↑  Schuler (1851), S. 341, 381, 540, 543 (Digitalisat).
72. ↑  Thomas K. Kuhn: Schuler, Johann Melchior. In: Historisches Lexikon der Schweiz.  19. August 2011.
73. ↑  Ungenaues Zitat Schulers nach Zschokke (1801), S. 310 (Digitalisat): «Die Schwyzer selbst, vom Obrist Paravicini befehligt, gegen Hütten die Höhen zu dekken, hatten an den Vorfällen keinen Theil.»
74. ↑  Unter den Toten verzeichnet Marcus Freuler: Kurze Geschichte des veränderten Schicksals und kriegrischer Auftritten, welche den alten Kanton Glarus vom Jahr 1798 bis 1801 [sic] betraffen. Glarus 1800, S. 44 (Digitalisat), Major Heinrich Zweifel von Glarus (reformiert).
75. ↑  Laut Melchior Schuler: Geschichte des Landes Glarus, Zürich 1836, S. 406, waren es nur zwei.
76. ↑  Infanteriegeschütz.
77. ↑  Im Internet nicht mehr auffindbare Quelle, wird gesucht.
78. ↑  Veronika Feller-Vest: Hauser, Joseph Anton. In: Historisches Lexikon der Schweiz.  16. Dezember 2013.
79. ↑  Ernst Ludwig Posselt: Europäische Annalen. 6. Stück, Tübingen 1798, S. 218 f.
80. ↑  Schuler (1851), S. 382–384 (Digitalisat).
81. ↑  Henri Du Fresnel: Un Régiment à travers l’Histoire, Le 76e, ex-1er léger, Paris 1894, S. 411.
82. ↑  Schuler scheint hier zu übertreiben. Laut Levi Feldtmann: Poetische Schilderung der Kriegs-Begebenheiten und anderer Ereignisse, welche den alten Kanton Glarus vom Jahr 1798 bis 1801. betraffen […]. Glarus 1802, S. 9, dauerte das Gefecht nur vier bis fünf Stunden, laut Ernst Ludwig Posselt: Europäische Annalen, 6. Stück, Tübingen 1798, S. 218 f., sechs Stunden.
83. ↑  Die Grafschaft Sargans war bis 1798 ein gemeinsames Untertanengebiet der Kantone Zürich, Bern, Luzern, Uri, Schwyz, Unterwalden, Zug und Glarus.
84. ↑  Schuler (1851), S. 384 (Digitalisat).
85. ↑  Schuler (1851), S. 385, 387 (Digitalisat).
86. ↑  Dominik Steinauer: Geschichte des Freistaates Schwyz […]. 1. Band, Einsiedeln 1861, S. 214 f.
87. ↑  Charles Monnard: Histoire de la Confédération Suisse […]. 16. Band, Paris/Genève 1847, S. 101.
88. ↑  Johann Jakob Blumer: Der Kanton Glarus in der Revolution vom Jahr 1798. In: Jahrbuch des historischen Vereins des Kantons Glarus, 3. Heft, Zürich/Glarus 1866, S. 67–96, hier S. 90.
89. ↑  Veronika Feller-Vest: Hauser, Joseph Anton. In: Historisches Lexikon der Schweiz.  16. Dezember 2013.; Kaspar Michel: Höfe. In: Historisches Lexikon der Schweiz.  23. Juni 2023.
90. ↑  Erste Schlacht um Zürich, Zweite Schlacht um Zürich.
91. ↑  Schuler (1851), S. 387 (Digitalisat).
92. ↑  Steinerne Brücke über die Sihl.
93. ↑  Grosser Rat und Senat.
94. ↑  Wie heute im Ständerat.
95. ↑  Uri (ohne Leventina), Schwyz (ohne March und Höfe), Nidwalden, Obwalden, Zug, Fürstabtei Engelberg, Republik Gersau.
96. ↑  Glarus, Rapperswil, March, Höfe, Vogtei Windegg (Gaster, Gams), Grafschaft Uznach, Grafschaft Sargans, Grafschaft Werdenberg, Herrschaft Sax, Obertoggenburg.
97. ↑  Zu diesen zählten auch die Küssnachter.
98. ↑  Zschokke (1801), Liste der im Kampf fürs Vaterland Umgekommenen und Verwundeten (separat paginiert).
99. ↑  Franz Weidmann: Geschichte des ehemaligen Stiftes und der Landschaft St. Gallen […]. St. Gallen 1834, S. 299.
100. ↑  Zschokke (1801), S. 358 (Digitalisat).
101. ↑  Gazette nationale ou Le Moniteur universel. Paris, 16. Mai 1798, S. 950 (übersetzt).